# 古塔-卡明西卡
51°35′12″N 25°2′22″E / 51.58667°N 25.03944°E
古塔-卡明西卡（烏克蘭語：Гута-Камінська），是烏克蘭西北部的村莊，隸屬沃倫州的卡明-卡希爾斯基區。該村面積1.31平方公里，海拔高度162米，2001年人口535，人口密度每平方公里407.46人。